# Live in the City of Light
| Recensione       | Giudizio |
| ---------------- | -------- |
| AllMusic         | [ 5 ]    |
| CMJ              | (buono)  |
| Martin C. Strong | (6/10)   |
| Q                | [ 8 ]    |
| Smash Hits       | (6/10)   |

Live in the City of Light è un doppio album dal vivo del gruppo musicale britannico Simple Minds, pubblicato nel 1987 dalla EMI.
È uscito per documentare il successo a livello mondiale del tour di Once Upon a Time e ha raggiunto il n° 1 nel Regno Unito.
Il disco contiene le registrazioni dal vivo tratte dal concerto del gruppo allo Zénith di Parigi (città a cui allude il titolo stesso dell'album) del 12 agosto 1986 (ad eccezione del brano Someone Somewhere in Summertime, che è stato registrato ad un concerto dell'ottobre 1986 al Sydney Entertainment Centre). Anche se l'album non è stato registrato lì, all'interno della copertina apribile presenta una fotografia di un concerto del tour del 1986 che si è svolto in una piazza a Locarno, Svizzera. Una caratteristica dei Simple Minds era di eseguire alcuni brani dal vivo modificandone completamente la struttura. In questo album i brani dove si manifesta più evidente questa caratteristica sono: Promised You a Miracle, Book of Brilliant Things, East at Easter e New Gold Dream.
Sulla copertina è raffigurato un Claddagh Ring.

## Tracce
Disco 1
1. Ghostdancing - 7:21
2. Big Sleep - 4:27
3. Waterfront - 5:21
4. Promised You a Miracle - 4:37
5. Someone Somewhere in Summertime - 5:59
6. Oh Jungleland - 6:35
7. Alive and Kicking - 6:26

Disco 2
1. Don't You Forget About Me - 6:38
2. Once Upon a Time - 6:05
3. Book of Brilliant Things - 4:53
4. East at Easter - 4:21
5. Sanctify Yourself - 7:05
6. Love Song-Sun City-Dance to the Music - 7:02
7. New Gold Dream - 5:29

## Formazione
- Jim Kerr – voce
- Charles Burchill – chitarra
- John Giblin – basso
- Mick MacNeil – sintetizzatore, pianoforte
- Mel Gaynor – batteria, voce

### Altri musicisti
- Robin Clark - voce addizionale
- Lisa Germano - violino
- Sue Hadjopoulos - percussioni

### Produzione
- Bruce Lampcov - produzione e missaggio
- Bob Ludwig - masterizzazione
- Douglas Cowan - lavoro al computer
- Steve Riddle - capo ingegneria del suono
- Callum Malcolm - assistente missaggio
- Tom Cadley - assistente missaggio
- Jules Frutos - coordinamento dal vivo
- Stephan Metawier - coordinamento dal vivo
- Albert Lawrence - coordinamento dal vivo
- Paul Kerr - coordinamento dal vivo
- Gemma Corfield - aiuto aggiuntivo
- Jane Ventom - aiuto aggiuntivo
- Debbie Caponetta - aiuto aggiuntivo
- Kathie Grady - aiuto aggiuntivo
- Bruce Findlay - direzione aziendale
- M. Garrett - copertina
- Guido Harari - fotografie
- William F Ryan - disegno di copertina
- Mick Haggerty - logo

## Classifiche

### Classifiche settimanali
| Classifica (1987) | Posizione massima |
| ----------------- | ----------------- |
| Australia         | 13                |
| Austria           | 10                |
| Canada            | 26                |
| Francia           | 4                 |
| Germania          | 3                 |
| Italia            | 6                 |
| Norvegia          | 6                 |
| Nuova Zelanda     | 14                |
| Paesi Bassi       | 1                 |
| Regno Unito       | 1                 |
| Stati Uniti       | 96                |
| Svezia            | 5                 |
| Svizzera          | 5                 |

### Classifiche di fine anno
| Classifica (1987) | Posizione |
| ----------------- | --------- |
| Francia           | 37        |
| Germania          | 46        |
| Italia            | 17        |
| Paesi Bassi       | 26        |
| Regno Unito       | 22        |